# Monoeca pluricincta
Monoeca pluricincta är en biart som först beskrevs av Joseph Vachal 1909.  Monoeca pluricincta ingår i släktet Monoeca och familjen långtungebin. Inga underarter finns listade i Catalogue of Life.